# Niños Cantores de Basilea
El conjunto Niños Cantores de Basilea es un coro de niños de la ciudad suiza de Basilea fundado en 1927 originariamente como Coro Infantil de la Iglesia Evangélica-Reformada de Basilea.
El coro canta obras religiosas y profanas, desde el Renacimiento hasta música contemporánea, obras a cappella, es decir, sin acompañamiento orquestal, o actúa con orquestas. En los últimos años ha interpretado, entre otras, las siguientes obras: el Oratorio de Navidad de Johann Sebastian Bach, los oratorios Pablo y Elías de Felix Mendelssohn-Bartholdy, la Cantata de San Nicolás de Benjamin Britten y El Mesías de Georg Friedrich Händel.
La agrupación participa en diferentes ciclos de conciertos y ha sido invitada a Maastricht, San Petersburgo, Nueva York, Filadelfia, Viena, Río de Janeiro, Venecia y Sofía, así como a festivales, como el Festival de Música de Lucerna, el Festival Coral de Nantes y el Festival Europeo de los Coros de Jóvenes. Por otra parte, sus miembros han cantado en diferentes óperas en los teatros de Basilea, Berna y Friburgo.
También actúa regularmente en servicios religiosos y participa en producciones discografías, así como en grabaciones para la radio y la televisión. Se concede gran importancia a la formación de los jóvenes cantores. La enseñanza musical básica comienza a partir de los 6 años en un curso preelemental o con 8 años en un curso elemental en el que se aprende lo necesario para ingresar a los 10 años.